# The Sowers
The Sowers er en amerikansk stumfilm fra 1916 af William C. deMille.

## Medvirkende
- Blanche Sweet som Karin Dolokhof.
- Thomas Meighan som Paul Alexis.
- Mabel Van Buren som Tanya.
- Ernest Joy som Egor Strannik.
- Theodore Roberts som Boris Dolokhof.